# Escudo de Medellín
El escudo de armas de Medellín es el emblema heráldico que representa a la ciudad colombiana de Medellín, capital del departamento de Antioquia. Tiene su origen en la concesión de su uso por el rey Carlos II de España por medio de la Real cédula dada en Madrid el 31 de marzo de 1678. El blasón recordaba así también en algunos de sus elementos al antiguo escudo de armas de la localidad española de Medellín, en Extremadura, de la cual toma su nombre la ciudad.
El escudo, junto con la bandera y el himno, tienen el reconocimiento de símbolos oficiales del municipio de Medellín según el Decreto n.º 151 del 20 de febrero de 2002. Además, el blasón como símbolo de la ciudad forma parte de la imagen institucional de la administración municipal, por lo cual está presente en los actos protocolarios, en la papelería oficial, en el mobiliario urbano o en las obras públicas, existiendo no obstante diferentes versiones estilísticas entre la Alcaldía y el Concejo Municipal. 
El blasón también fue adoptado por otras entidades como la Arquidiócesis de Medellín, diferenciándose por llevar al timbre la cruz arzobispal y por divisa el nombre de la arquidiócesis. Igualmente, las armas de la ciudad también están presentes en el primer cuartel del emblema de la Universidad de Medellín.

## Historia
En 2 de marzo de 1616, el visitador Francisco de Herrera Campuzano establece al sur del Valle de Aburrá el "Poblado de San Lorenzo", en donde hoy queda el Parque de El Poblado, con la función de servir de resguardo para los indígenas. Con el paso del tiempo el Valle de Aburrá se convirtió en despensa para surtir a los trabajadores de las minas de oro ubicadas en el nordeste de la Provincia de Antioquia. Además, por su posición estratégica, entre la región minera y la ciudad de Antioquia, que por ese entonces era la capital de la provincia, y por el aumento de la población, se gestionó la construcción de un nuevo poblado, pues el resguardo indígena de San Lorenzo fue descartado.
Finalmente en 1646 se establece el nuevo poblado en el ángulo que forma el río Medellín (antes Aburrá) y el arroyo Santa Elena, lugar llamado por los nativos sitio de Aná y por los españoles Aguasal. A partir de 1649, el nuevo caserío se comienza a llamar con el nombre de Nuestra Señora de la Candelaria de Aná, denominación surgida después de la construcción de la primera iglesia de tapias y tejas consagrada a la Virgen de la Candelaria.
Desde 1670 empezó a gestarse entre los habitantes del poblado de Nuestra Señora de la Candelaria de Aná el deseo de tener cabildo, lo que implicaba autonomía administrativa frente a la ciudad de Antioquia. El 20 de marzo de 1671, Francisco de Montoya y Salazar, gobernador de la provincia, decretó la fundación de la Villa en el sitio de Aná. Esta fundación no tuvo el efecto que podría tener una dada mediante real cédula, además los habitantes de la ciudad de Antioquia se opusieron, pues intuían que su papel preponderante se vería disminuido con la erección como villa de aquel poblado, por lo cual se gestionó la confirmación de la fundación mediante concesión regia. Tras superar diversas vicisitudes, finalmente en 1675 llegó la Real Cédula fundacional firmada por la reina regente, doña Mariana de Austria en representación de su hijo, Carlos II, y fechada el 22 de noviembre de 1674. El 2 de noviembre de 1675, el gobernador y capitán general de la Provincia de Antioquia, Miguel de Aguinaga y Mendigoitía, proclamó formalmente la creación de la Villa de Nuestra Señora de la Candelaria de Medellín. El nombre de Medellín fue dado en homenaje a don Pedro Portocarrero y Aragón, Conde de Medellín en Extremadura, y entonces presidente del Consejo de Indias, por el interés que tomó para que se aprobara la erección de la nueva Villa.
El 25 de junio de 1676, el gobernador Miguel de Aguinaga informa a la corona sobre el cumplimiento a la Real Cédula y cómo se llevó a cabo la erección. Igualmente, el 24 de junio de 1676, el cabildo de la nueva villa envía un informe a Su Majestad sobre el mismo tema, y después de rendir varios informes y hacer varias solicitudes, se refieren al escudo de armas en los siguientes términos: 

"Suplicamos tanbién a V. M. se sirva dar Armas a esta Villa para el lustre de ella como tienen las otras, en quanto a la duración promete mucho esta Villa por que el temple es muy apreciable un medio entre verano e invierno al modo de la primavera de España...",

Continúa el documento haciendo la descripción detallada del saneamiento de la tierra, la mención del río Aburrá (hoy río Medellín), la riqueza de sus minerales, la abundancia de la ganadería y frutos de la tierra, la población que contaba en ese entonces de 4.000 almas aproximadamente y el comercio. Posteriormente sobre la Planta de Villa donde informan y describen las características del pueblo, dicen: 

"...esta debajo del patrocinio de Nuestra Señora de la Candelaria, una ymagen muy milagrosa…” y más adelante dicen “…la Candelaria asido la antorcha que ha dado luz a su fundación…”,

Primer escudo de Armas de Medellín, según el modelo remitido por el Cronista de Armas Vicente de Cadenas y Vicent, durante las investigaciones que se llevaron a cabo a mediados del.

Se ponía así de manifiesto el arraigo y fervor que tenían sobre dicha advocación mariana. 
Después de toda esta documentación enviada a la corona, el 9 de febrero de 1678 el Consejo de Indias convino en concederle a la nueva villa las mismas armas del Medellín extremeño, además ratificaron el título de villa y prohibieron por 10 años, que los habitantes de la ciudad de Antioquia se trasladaran a la Villa de la Candelaria, evitando así que dicha ciudad quedara deshabitada.
El documento se refiere en los siguientes términos:

Privilegio de Armas
De los señores Conde, Valdés, Santelize Guevara, Ochoa. 
Consejo, a 9 de febrero de 1678.
Habiendo hecho relación el Real Cabildo de todas las cartas, informes y testimonios (relativos) a la nueva fundación de la villa de Nuestra Señora de la Candelaria de Medellín, de que da cuenta muy por menor el Gobernador don Miguel de Aguinaga en carta de 25 de junio de 1676, se acordó que se apruebe todo lo obrado en esta materia por el dicho Gobernador, despachándose el título de Villa, con las mismas armas que tiene la de Medellín en la Provincia de Extremadura, y que los oficios de República los gocen las personas que los están ejerciendo por su vida, y después queden para que se beneficien por cuenta de la Real Hacienda con calidad de que sean renunciables, como los demás de las ciudades, villas y lugares de las Indias y que se confirmen los propios que se proponen para los gastos públicos.
Y que por tiempo de diez años no se admitan vecinos de Antioquia y que el Escribano que se ha nombrado saque Notaría para poder ejercer sus oficios.
Y que en cuanto a la jurisdicción que se pide para esta villa, informen las Audiencias de Santafé y Quito y los Gobernadores de las Provincias de Antioquia y Popayán para que con mayor conocimiento se pueda tomar la resolución que convenga.
(Hay una rúbrica).

(Al margen): Acordado del Consejo de 9 de febrero de 1678 sobre la villa de Nuestra Señora de la Candelaria de Medellín.

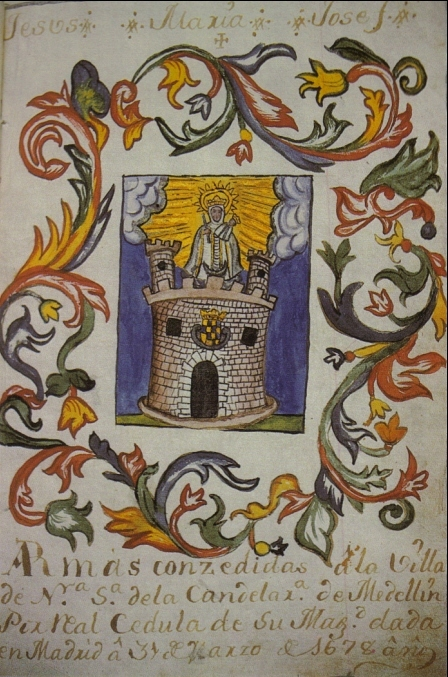
"Jesús, María, José. Armas conzedidas a la villa de N^{ra}. S^{a}. de la Candelar^{a}. por Real Cédula de Su Maj^{d}. dada en Madrid a 31 de marzo de 1678".
Este antiguo dibujo de las armas de Medellín, de características ingenuas, es una copia del dibujo original que vino integrado en la real cédula, erróneamente varias publicaciones lo indican como el original.

Sin embargo, el uso de este blasón resultó breve ya que una nueva Real Cédula concedida por el rey Carlos II de España y dada en Madrid el 31 de marzo de 1678 otorgaba un nuevo escudo que resultaría definitivo:

...Un escudo campo azul y en él un torreón muy grueso, redondo, todo alrededor almenado y sobre él un escudo de armas que tiene quince encajes, siete azules y ocho de oro, y sobre su coronel que le toca y en el homenaje de la torre a cada uno de los lados un torreoncillo, así mismo almenados y en medio de ellos puesta una imagen de Nuestra Señora sobre una nube, con su hijo en los brazos con la advocación de la Anunciación en la forma que se sigue.

El primer escudo es todavía mencionado por el Oidor Juan Antonio Mon y Velarde en la constitución que dio al Cabildo de Medellín en la que hace un resumen del génesis de la villa y en la que dice: "Se concedió asimismo a la villa el que pudiera usar de las mismas armas, fueros, extensiones y preeminencias de que goza la villa de Medellín en la Provincia de Extremadura en los reinos de España pero habiendo venido el escudo de armas de la Real Cédula no se ha solicitado armas que en ella se refiere".
Pero con el paso del tiempo este escudo fue completamente olvidado. Mientras tanto, la Villa de la Candelaria de Medellín fue adquiriendo mayor importancia siendo declarada "Ciudad" en 1813 y designada capital de la provincia en 1826, desplazando a la ciudad de Antioquia, la misma que se opuso a su erección en villa.

### Recuperación de la memoria heráldica
En 1952, el historiador y heraldista Enrique Ortega Ricaurte, en ese entonces director del Archivo Nacional de Colombia, publicó el libro titulado “Heráldica Colombiana” que recoge con sobrios dibujos todos los escudos de armas de las ciudades del país, transcribiendo para cada una de ellas, las reales disposiciones o documentos oficiales por medio de los cuales fueron otorgados. En su capítulo referido a Medellín, publica el escudo definitivo (o sea el actual), pero no transcribe la Real Cédula que lo otorga, en su lugar está la trascripción del documento procedente del Consejo de Indias sobre el “Privilegio de Armas”.
Fue este documento el que motivó al historiador Ortega a realizar una investigación a fin de aclarar histórica y realmente cuáles eran las verdaderas armas que corresponden a la ciudad de Medellín, para finalmente publicar los resultados en una futura segunda edición de su obra. A principios de 1956 se contactó con su amigo Fabio Lozano y Lozano, residente en Madrid (España), con el fin de que averiguara por el primitivo escudo de la Villa de Medellín. Lozano se dirigió al Instituto Internacional de Heráldica y Genealogía en Madrid, entidad que procedió a llevar a cabo la investigación, la cual estuvo dirigida por el Cronista de Armas Vicente de Cadenas y Vicent, quien además era el director y fundador de dicho Instituto.
Durante el transcurso de la investigación, Vicente de Cadenas y Vicent mantenía informado de los pormenores a Fabio Lozano y este a su vez le informaba a Ortega sobre el avance de las indagaciones.
Para el mes de abril de ese mismo año ya estaba terminada la investigación con certificación notarial, una pintura del escudo y con analogías, a un costo de 1.000 pesetas, o sea 25 dólares de esa época. Después de tratar infructuosamente que las entidades como la Academia Colombiana de Historia o la Extensión Cultural de la Gobernación de Antioquia compraran los documentos de la investigación, fue finalmente el medellinense Martín del Corral quien los adquirió, y al cabo de un año llegaron a la ciudad traídos personalmente por Fabio Lozano. En síntesis, la documentación da a entender que el verdadero escudo de Medellín es el mismo de su homónima extremeña, pues dicha investigación está basada en el documento expedido por el Consejo de Indias el 9 de febrero de 1678, sobre “Privilegio de Armas”.

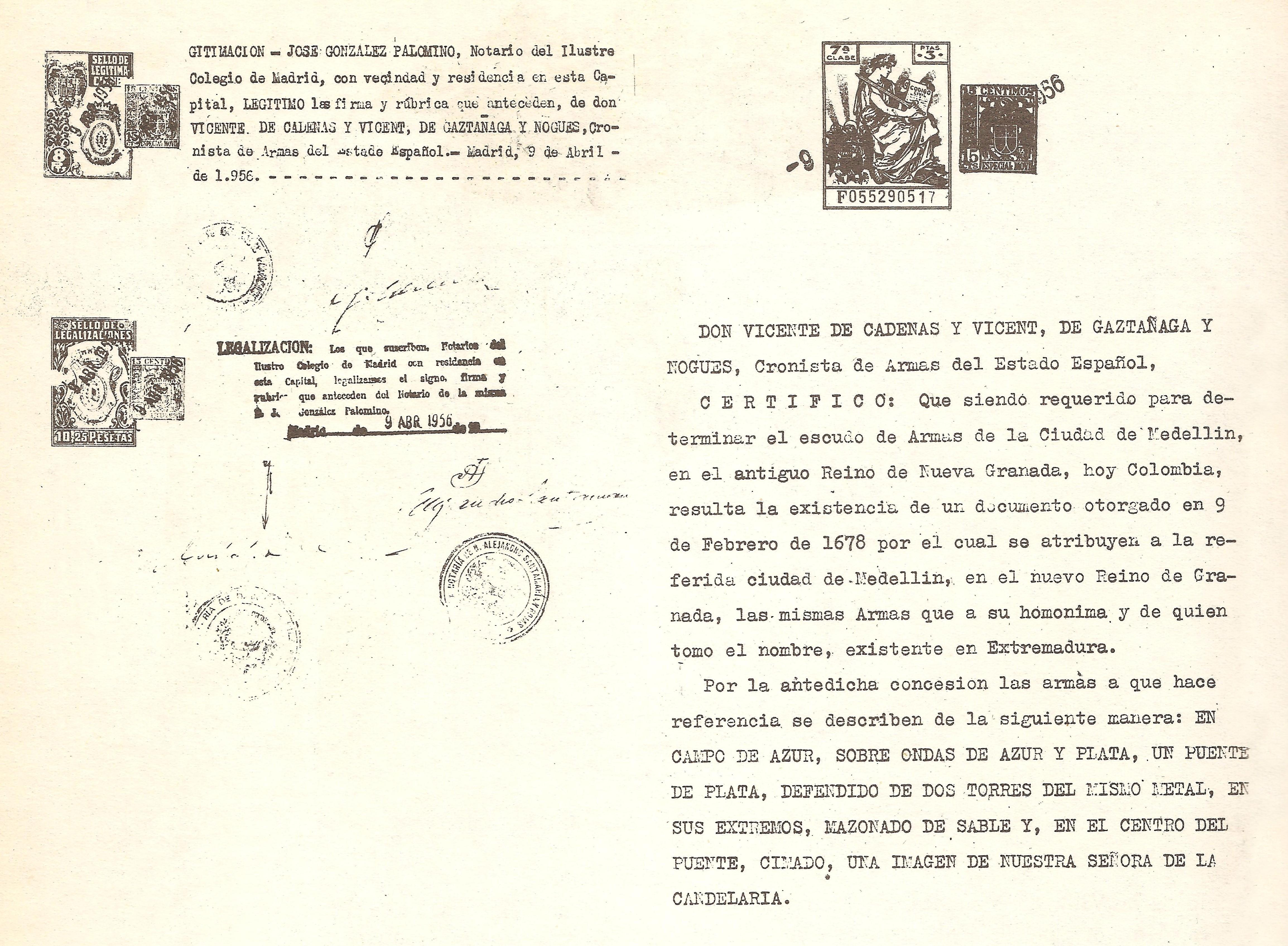
Parte de los documentos de la investigación de Vicente de Cadenas y Vicent, Cronista de Armas del Estado español.

El texto de la documentación se refiere en los siguientes términos:

DON VICENTE DE CADENAS Y VICENT, DE CASTAÑAGA Y NOGUES, Cronista de Armas del Estado Español, 

CERTIFICO: Que siendo requerido para determinar el Escudo de Armas de la Ciudad de Medellín, en el antiguo Reino de Nueva Granada, hoy Colombia, resulta la existencia de un documento otorgado en 9 de febrero de 1678 por la cual se atribuyen a la referida ciudad de Medellín, en el Nuevo Reino de Granada, las mismas armas que su homónima y de quien tomó el nombre, existente en Extremadura. 
Por la antedicha concesión las armas a que hace referencia se describen de la siguiente manera: EN CAMPO DE AZUR, SOBRE ONDAS DE AZUR Y PLATA, UN PUENTE DE PLATA, DEFENDIDO DE DOS TORRES DEL MISMO METAL, EN SUS EXTREMOS, MAZONADO DE SABLE Y, EN EL CENTRO DEL PUENTE, CIMADO UNA IMAGEN DE NUESTRA SEÑORA DE LA CANDELARIA.
Históricamente para nuestras consideraciones heráldicas, la Villa de Medellín, en Extremadura, actual Provincia de Badajoz y jurisdicción de Don Benito enclavada en la Diócesis de Plasencia, tuvo como Señor al Infante Don Sancho de Castilla, quien en 1373 reedificó el antiguo castillo construido en parte por Don Pedro I de Castilla, por indisposiciones que tuvo con el Infante Don Juan Alfonso a quién perteneció anteriormente como señorío propio.
Don Juan II de Castilla creó en 1452 el Condado de Medellín, para premiar los notables servicios de don Rodrigo Portocarrero y Monroy, a su Repostero Mayor, Hijo natural de Don Pedro Portocarrero, V Señor de Moguer y, quien ya era Señor de Medellín, incorporándose el Castillo y tierras del Señorío de dicha casa Condal.
Resultando por el citado documento la concesión de Armas de la Villa de Medellín en el nuevo Reino de Granada, hoy Colombia, idénticas a las usadas por la Villa de Medellín en Extremadura y, siendo estas las descritas anteriormente de acuerdo con la documentación conservada en nuestro Archivo Histórico Nacional, en uso de las atribuciones que a mi cargo están conferidas, las certifico de la manera que quedan adscritas anteriormente y que, pintadas se unen a este documento.
Y para que conste donde convenga expido la presente certificación de Armas, firmado, rubricado, y sellado con las mías, en Madrid a siete de Abril de mil novecientos cincuenta y seis. 
(fdo y sellado) VICENTE DE CADENAS Protocolo 137, folios 81-82. Cronista de Armas del Estado Español.
LEGITIMACIÓN: JOSÉ GONZÁLEZ PALOMINO, notario del Ilustre Colegio de Madrid, con vecindad y residencia en esta capital, legitimo la firma y rúbrica que anteceden de don VICENTE DE CADENAS Y VICENT, DE CASTAÑAGA Y NOGUES, cronista de armas del estado español. — Madrid, 9 de abril de 1956.
(Signado, firmado y sellado): José González Palomino.
LEGALIZACIÓN: Los que suscriben, notarios del Ilustre Colegio de Madrid, con residencia en esta capital, legalizamos el signo, firma y rúbrica que anteceden del notario de la misma don José González Palomino. — Madrid, 9 de abril de 1956.

(Signado, firmado y sellado): José L. Diez, Alejandro Santamaría y Rojas.

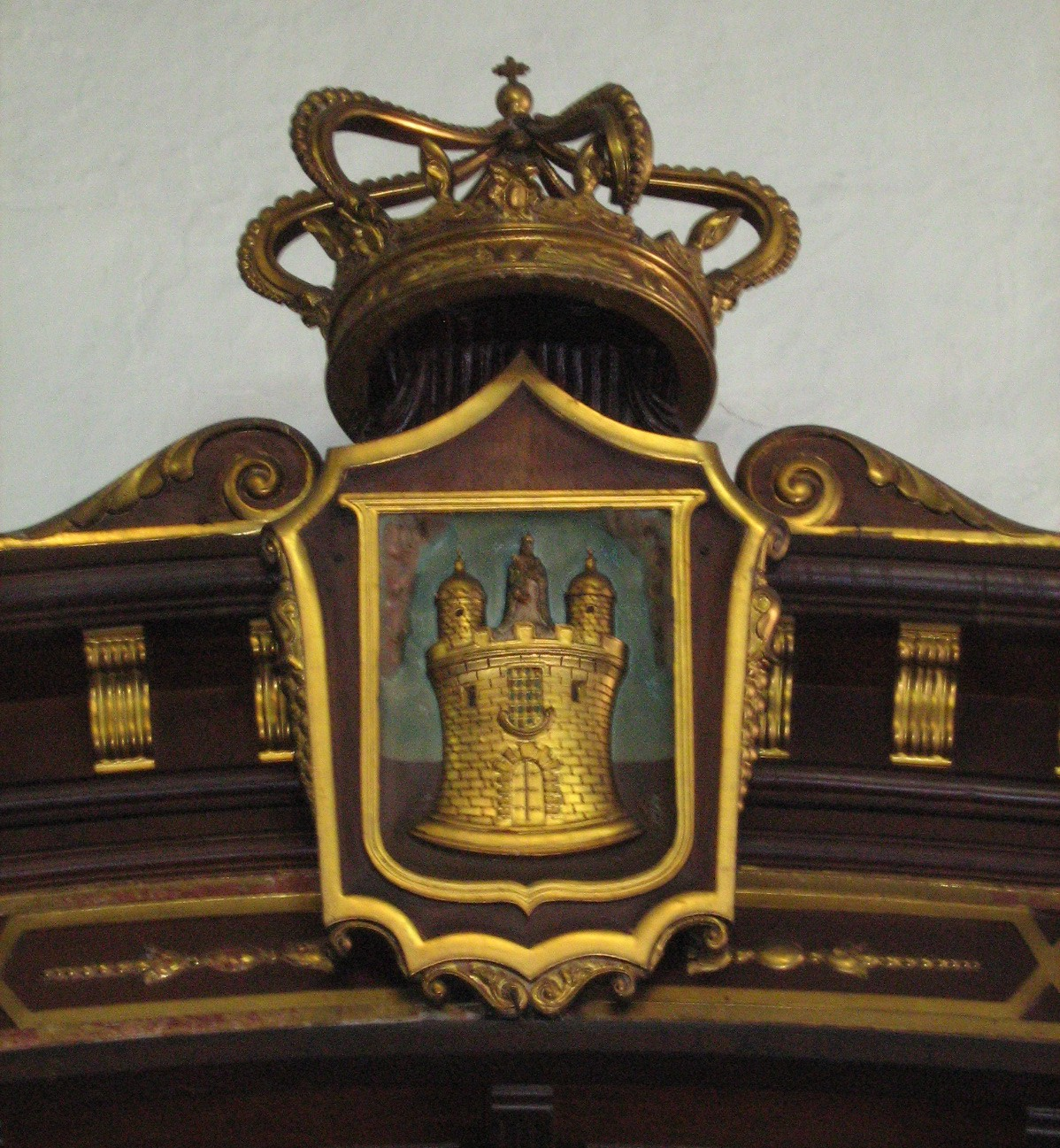
Escudo de Medellín ubicado en la Basílica de la Candelaria, antigua catedral de la ciudad. Tiene por timbre una corona cerrada. Estéticamente tiene similitudes con el escudo de la Arquidiócesis de Medellín establecido en 1958.

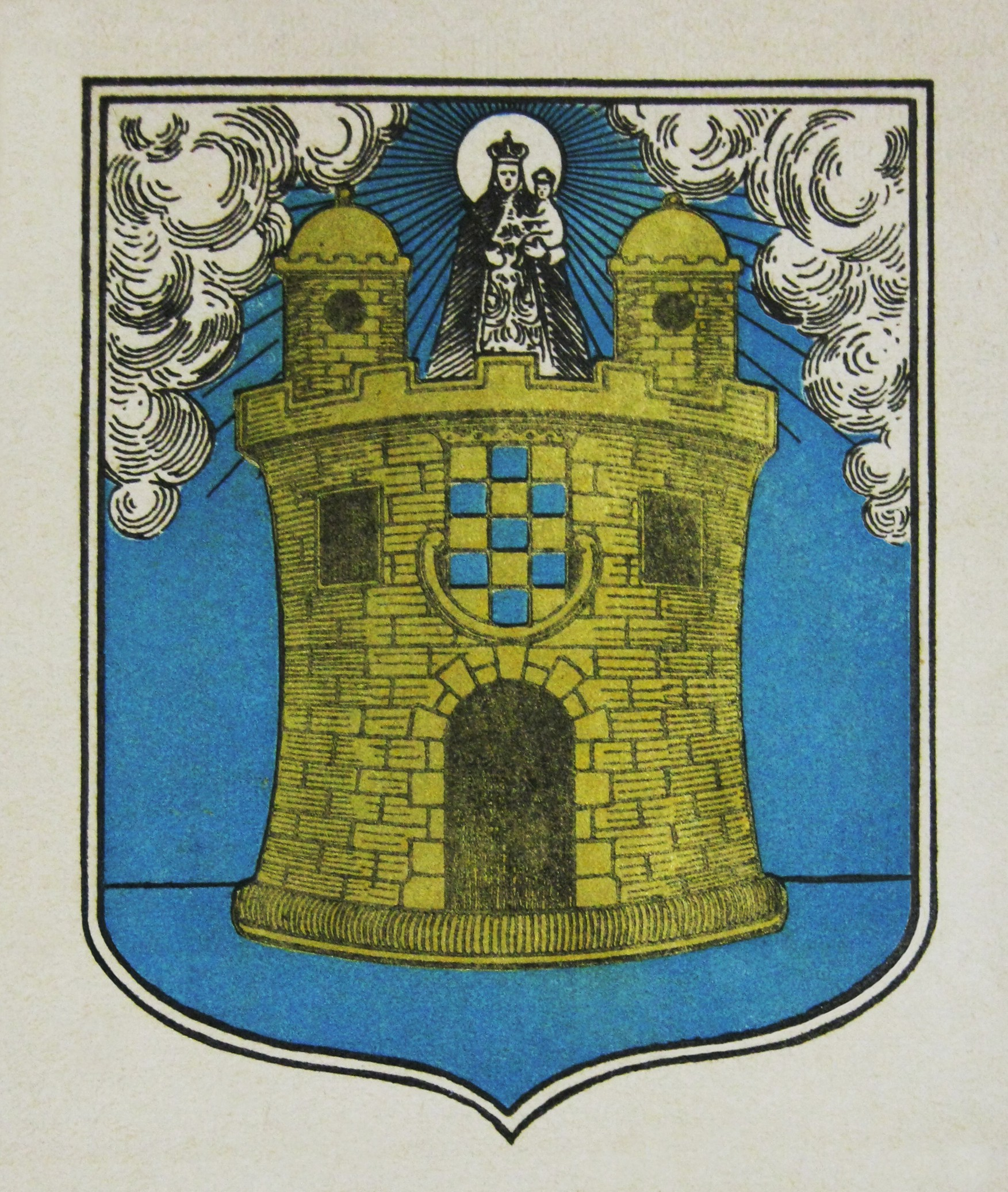
Versión del Escudo de Medellín de principios del siglo XX. Sobre este tipo de versiones del escudo se refería la Academia Antioqueña de Historia en el fallo enviado al Alcalde, donde se recomienda que de la real cédula se copie exactamente las armas de la ciudad, pues "se observa que (en el escudo de esa época) se han introducido innovaciones que no constan en el original". Por ejemplo en esta versión, las torres terminan en cúpulas y la Virgen posa directamente sobre el torreón, detalles que originalmente no tiene el escudo.

Una vez Martín del Corral tiene en su poder los documentos y después de analizarlos, los remite al Alcalde de Medellín junto con el oficio G 57-100 en el que le manifiesta las inquietudes que tiene sobre lo que asegura la investigación. Por consiguiente, el entonces Alcalde José Gutiérrez Gómez, por medio del oficio 271 del 6 de julio de 1957, le solicita a la Academia Antioqueña de Historia que estudie el problema.
Por tal motivo la Academia efectuó una reunión extraordinaria y después de varias consideraciones históricas y de confrontaciones especiales, dictó, con fecha del 10 de julio del mismo año, un fallo que en síntesis enfatiza que no se cambie el escudo por considerarlo auténtico de acuerdo con la Real Cédula y que es digna de todo acatamiento; además resaltan que, según el tomo 34 de la Enciclopedia Espasa, se observa que el escudo del Medellín extremeño tiene diferencias estéticas con el modelo enviado, pero fundamentalmente notan que la imagen de la Virgen no es la Purificación -también llamada Virgen de la Candelaria- como lo asegura Cadenas, sino la Anunciación. El fallo, suscrito por el presidente de la academia fue remitido al Alcalde en los siguientes términos:

Fallo de la Academia Antioqueña de Historia sobre el escudo de la ciudad
Medellín, 10 de julio de 1957.
Con el esmero que el caso requiere he estado indagando todo lo concerniente al escudo de Medellín a que se refiere su atento oficio del mes en curso, distinguido con el numero 271 y para dar respuesta oportuna hice convocar a la Academia de Historia, ante la cual presenté la documentación completa del caso. Dicha corporación después de un maduro estudio me recomendó manifestar a usted lo que a continuación me permito comunicarle:
El escudo que ha venido ostentando Medellín desde el año de 1678, es decir desde pasados apenas tres años de su fundación tiene su origen en la Real Cédula dada en Madrid en el mismo año de 1678, por la Majestad del Rey don Carlos II en 31 de Marzo, la cual se guarda en el Archivo Municipal, en el tomo 26, año de 1778, donde pueda consultarse.
En dicho documento se halla dibujado el Escudo que se dio a la Villa recién fundada; y es oportuno sugerir a usted, que se tome de ahí la copia exacta a fin de que se conserve en su integridad, pues haciendo el cotejo con el Escudo que se usa oficialmente en membretes, se observa que se han introducido innovaciones que no constan en el original. 
En cuanto al dibujo confeccionado por el señor Cronista de Armas Don Vicente de Cadenas y Vicent que le fue remitido a la Alcaldía al digno cargo de usted, observamos lo siguiente: En el tomo 34 de la Enciclopedia Espasa, página 18, se puede consultar el Escudo de Medellín de Extremadura en España y se cae en la cuenta de que si el puente es igual al dibujo, no lo es el río ni las bases de los muros, y sobre todo, lo que es fundamental, la Imagen de la Virgen no es la de Purificación sino la de la Anunciación. 
Aquella advocación fue elegida por la corona en atención a la solicitud del Cabildo, Justicia y Regimiento de esta Villa que la solicitó dada la devoción por ella de los vecinos. Se observa además que las atestaciones contenidas en las piezas que le fueron enviadas a la Alcaldía se refieren a la persona del señor Cadenas y Vicent, como Cronista de Armas y a los funcionarios que legalizaron las firmas; pero no aparece en parte alguna la autenticación del escudo, que sería lo esencial para aconsejar el cambio del actual, basado en el uso secular y en documentos que van a cumplir doscientos ochenta años. 
En síntesis la Academia ha sido unánime en el concepto de que no se cambie el uso del actual escudo de la ciudad de Medellín por considerarlo auténtico de acuerdo con la Real Cédula a que se ha hecho mención y es digna de todo acatamiento.
Pero aprovecha la oportunidad para sugerir nuevamente a la Alcaldía se digne copiar fielmente el Escudo tal como lo trae la Cédula dicha, a fin de que se divulgue en los documentos oficiales.
(Fdo.)  Emilio Robledo,
Presidente de la Academia.

Entre tanto, el escritor Hernán Escobar Escobar, quien en esa época era el director del Archivo Histórico de Antioquia, y gracias a su amistad con el historiador Enrique Ortega Ricaurte, estuvo informado de los pormenores de las indagaciones, igualmente tuvo acceso a los documentos de la investigación y, además, asistió y participó en la reunión extraordinaria que realizó la Academia Antioqueña de Historia. Todo esto le permitió realizar y publicar en diferentes medios impresos un estudio en el cual analiza varios aspectos sobre el emblema de la ciudad. 
En dichas publicaciones concluye que el escudo enviado por el Cronista de Armas Vicente de Cadenas y Vicent sí perteneció a la ciudad de Medellín, y que fue dado por el Consejo de Indias el 9 de febrero de 1678, y que la Academia acertó en el sentido de que no se puede, ni se debe cambiar el escudo conocido hasta ahora ya que en realidad es el que le pertenece a la ciudad desde el 31 de marzo de 1678. Además en sus publicaciones aclara unos errores y contradicciones que contiene la Real Cédula.
Después del fallo de la Academia, las entidades municipales empezaron a utilizar en todos los medios oficiales una copia casi exacta del dibujo de la Real Cédula tal como fue sugerido, y el cual fue usado hasta los años 80, cuando se comenzó a utilizar una nueva versión estilística del emblema. Actualmente, las entidades municipales utilizan diferentes versiones estilísticas.

## Características de la Real Cédula
La Real Cédula por la cual se concedió Escudo de Armas a la Villa de Nuestra Señora de la Candelaria de Medellín se transcribe íntegra a continuación:

Don Carlos (II) por la gracia de Dios Rey de Castilla, de León, de Aragón, de las dos Sicilias, de Jerusalén, de Navarra, de Granada, de Toledo, de Valencia, de Murcia, de Jaén de los Algarves, de Algeciras, de Gibraltar, de las Islas Canarias, de las Indias Orientales y Occidentales, Islas y Tierra firme del Mar Océano, Archiduque de Austria, Duque de Borgoña, de Bravante y Milán, Conde de Hapsburgo, de Flandes, de Tirol y Barcelona, Señor de Viscaya y de Molina, etc.

Por quanto el Cavildo, Justicia y Regimiento de la Villa de Nuestra Señora de La Candelaria de Medellín que se ha fundado en el Sitio de Aná en la Provincia de Antioquia, me a suplicado en carta de viente y quatro de junio del año pasado de mil seiscientos y setenta y seis fuese servicio de darle Armas para el lustre de ella como las tienen las demás. Y haviéndoseme consultado sobre ello por los de mi Consejo de Indias, he tenido por bien de concederle las mismas Armas que tiene la Villa de Medellín en la Provincia de Extremadura en estos Reinos y son: Un escudo campo azul y en él un torreón muy grueso, redondo, todo alrededor almenado y sobre él un escudo de armas que tiene quince encajes, siete azules y ocho de oro, y sobre su coronel que le toca y en el homenaje de la torre a cada uno de los lados un torreoncillo, así mismo almenados y en medio de ellos puesta una imagen de Nuestra Señora sobre una nube, con su hijo en los brazos con la advocación de la Anunciación en la forma que se sigue: (aquí la gráfica de las armas)
Las quales dichas armas y divisa doy y concedo a la dicha Villa para que las pueda traer y poner y traiga y ponga en los pendones, sellos, escudos y banderas de ella y en otras partes donde quisiere y fuere menester, según en la forma y manera que las traen y ponen otras ciudades de las Indias y de éstos mis Reynos de Castilla a quien están dadas armas. Y por esta mi carta mando a los Duques, Marqueses, Prelados, Condes, Ricos hombres, Priores, Comendadores, Alcaldes de los Castillos y Casas fuertes y llanas y a los de mi Consejo de las Indias y Presidentes y Oidores de mis Audiencias Reales de ellas y a los Gobernadores, Capitanes y Justicias y otros mis oficios de las Indias, Islas y Tierra firme del Mar Océano y a los Concejos y Corregidores de ellas y otros qualesquiera jueces y justicias de las dichas Indias que os guarden y cumplan y hagan guardar y cumplir esta mi carta y lo en ella contenido en todo y por todo, según y como en ella se contiene y que contra su tenor y forma no vayan, ni passen, ni consientan y ni pasar ahora ni en tiempo alguno que así es mi voluntad.
Dada en Madrid a treinta y uno de marzo de mil seiscientos y setenta y ocho años. 
Yo El Rey.
Yo Francisco de B. Madrigal. Secretario del Rey Nro.
Señor la hize escribir por su m.

La misma real cédula hace referencia a la documentación enviada por el “Cabildo, Justicia y Regimiento”, fechada el 24 de junio de 1676, donde solicitan armas para la Villa de la Candelaria de Medellín. Más adelante, está la descripción de las armas concedidas por el rey Carlos II, además dicho documento vino con un dibujo a dos copias, indicando cómo debían ser las armas para la nueva villa.
Para entender bien la real cédula, se debe tener en cuenta que fue escrita en un castellano del siglo XVII, por consiguiente su ortografía y redacción difieren al español contemporáneo. A continuación se analizará el blasón (descripción) y el dibujo del escudo, para así comprender el contexto de la época en que fue concebido.
La descripción de las armas comienza con lo siguiente: (…) un escudo campo azul (…). El campo en el sentido estricto designa en heráldica el fondo del escudo, es la superficie total del mismo y que se encuentra contenido entre las líneas de su contorno, en este caso el campo es azul cuyo nombre heráldico es azur.

Armas de la Casa Portocarrero con bordura componada de Castilla y León

(…) y en él un torreón muy grueso, redondo, todo alrededor almenado (…). Un torreón es una torre grande con fines militares, pues en la antigüedad servía como defensa de una plaza o una fortaleza. Gráficamente, se entiende por torreón una torre generalmente de planta circular, una puerta y dos ventanas, muy usada en la heráldica española y que corresponde a las figuras artificiales. Las características de una torre deben ser especificadas, en este caso el párrafo indica que debe ser ancha, de planta circular y coronada con almenas.
(…) y sobre él un escudo de armas que tiene quince encajes, siete azules y ocho de oro, y sobre su coronel que le toca (…). Dicho escudo de armas corresponde al escudo de la Casa de Portocarrero, una antigua y extinta casa nobiliaria española, cuyas armas primitivas son un jaquelado (ajedrezado) de 15 piezas, 7 azules y 8 de oro, el escudo está en homenaje a Pedro Portocarrero y Aragón, Conde de Medellín. El término "coronel" en heráldica se refiere simplemente a una corona, expresión que hoy en día está en desuso. La lectura de coronel en un documento antiguo es el de una corona y da igual el tipo, porque por entonces no había el sistema de clasificación y se hacían coronas de todo tipo, pero especialmente abiertas. La corona antes del siglo XVII y XVIII es paraheráldica, no tiene ninguna función más que la decorativa. En este caso, el término coronel se refiere a que el escudo jaquelado tenga por timbre una corona de adorno.
(…) y en el homenaje de la torre a cada uno de los lados un torreoncillo, así mismo almenados (…). El homenaje de la torre o torre del homenaje, también llamado torreón, era en la antigüedad la torre más destacada de una fortaleza, era el último reducto de defensa si las demás sucumbiesen, y podía aislarse del resto de la fortificación. En este caso, el pasaje se refiere que sobre el torreón, a cada uno de sus lados se localice una pequeña torre almenada.
(…) y en medio de ellos puesta una imagen de Nuestra Señora sobre una nube, con su hijo en los brazos con la advocación de la Anunciación (…) esta parte se refiere al uso de la figura hagiográfica de la Virgen con el Niño y el lugar dispuesto para su ubicación es el sitio de honor del escudo, más adelante se explica el error advocativo que contiene este pasaje.
Al analizar el modelo que fue enviado en el documento, se puede ver quién ejecutó el dibujo, pues en las esquinas inferiores se observan las palabras "Orozco Fecit" que traduce "Lo hizo Orozco".
En el dibujo, de abajo hacia arriba, se encuentra primero que todo un terrazado sobre el cual se levanta el torreón es una superficie que no es mencionada en el documento. Luego se aprecia el torreón de base ancha, de forma cilíndrica uniforme y mazonado, que cuenta con una puerta en forma de arco de medio punto, dos ventanas cuadradas, y está coronado con 7 almenas.
Sobre la puerta de la torre se localiza un escudo escaqueado (armas de la Casa de Portocarrero), el cual tiene alrededor unos ornamentos, como timbre cuenta con una corona realzada y abierta, a cada uno de los lados del blasón se encuentra una flor de lis, y circundando el escudo están dos lambrequines. Estos dos últimos ornamentos no están mencionados en la descripción de la real cédula.
Sobre el torreón, a cada uno de los lados, se levanta un torreoncillo, también de forma cilíndrica uniforme, y mazonado, con una ventana circular y coronado con 5 almenas. Es de resaltar que el número de almenas y el mazonado, tanto del torreón como de los torreoncillos, no están plasmados en el documento.
Entre los torreoncillos y sobre una nube posa la figura hagiográfica de la Virgen, quien cuenta con un voluminoso vestido, en su mano diestra sostiene una vela (o candela) y en su brazo siniestro al Niño, a sus pies se encuentra una media luna y abajo de ésta un querubín. Sobre la cabeza se posa una aureola que contiene 19 puntas o rayos y remata en la parte superior en una cruz, además de ella surge un resplandor que se abre camino entre dos nubes laterales. Solamente la nube del centro, la Virgen y el Niño están indicados en el documento, los demás elementos forman parte de la iconografía de la Virgen de la Candelaria, por esta razón se encuentran en el dibujo.
En síntesis, el dibujo es el complemento de la descripción, pues define detalles y ostenta otros elementos que no quedaron consagrados en la real cédula; con esto se buscaba indicar claramente cómo debía ser el escudo, evitando así malas interpretaciones, pues, en la heráldica, las piezas, muebles y demás elementos pueden tener diferentes estilos estéticos. Por ejemplo, las torres tienen varias formas estilísticas para ser representadas, y en este caso se quería una torre cilíndrica uniforme.

### Errores y contradicciones de la Real Cédula
El análisis de la Real Cédula permite constatar que contiene varios errores y contradicciones, los cuales fueron aclarados en las publicaciones del escritor Hernán Escobar Escobar.
Así, en uno de sus párrafos se encuentra el primer error que se refiere en los siguientes términos:

Y habiéndoseme consultado sobre ello por los de mi Consejo de Indias, he tenido por bien de concederle las mismas Armas que tiene la Villa de Medellín en la Provincia de Extremadura en estos Reinos….

Aquí hay una contradicción, pues el Consejo de Indias ya le había dado a la Villa de Medellín el mismo escudo de su homónima extremeña, pero ¿Por qué no cayó en cuenta de este detalle cuando el rey les consulta sobre el tema? Posiblemente, dicho consejo sí le haya mencionado algo, y el rey en realidad lo que quiso decir era que concedía unas armas “parecidas” a la Villa de Medellín de Extremadura, pues la descripción del blasón que él mismo da, no concuerda con el escudo de la localidad extremeña, aunque tienen características en común. 

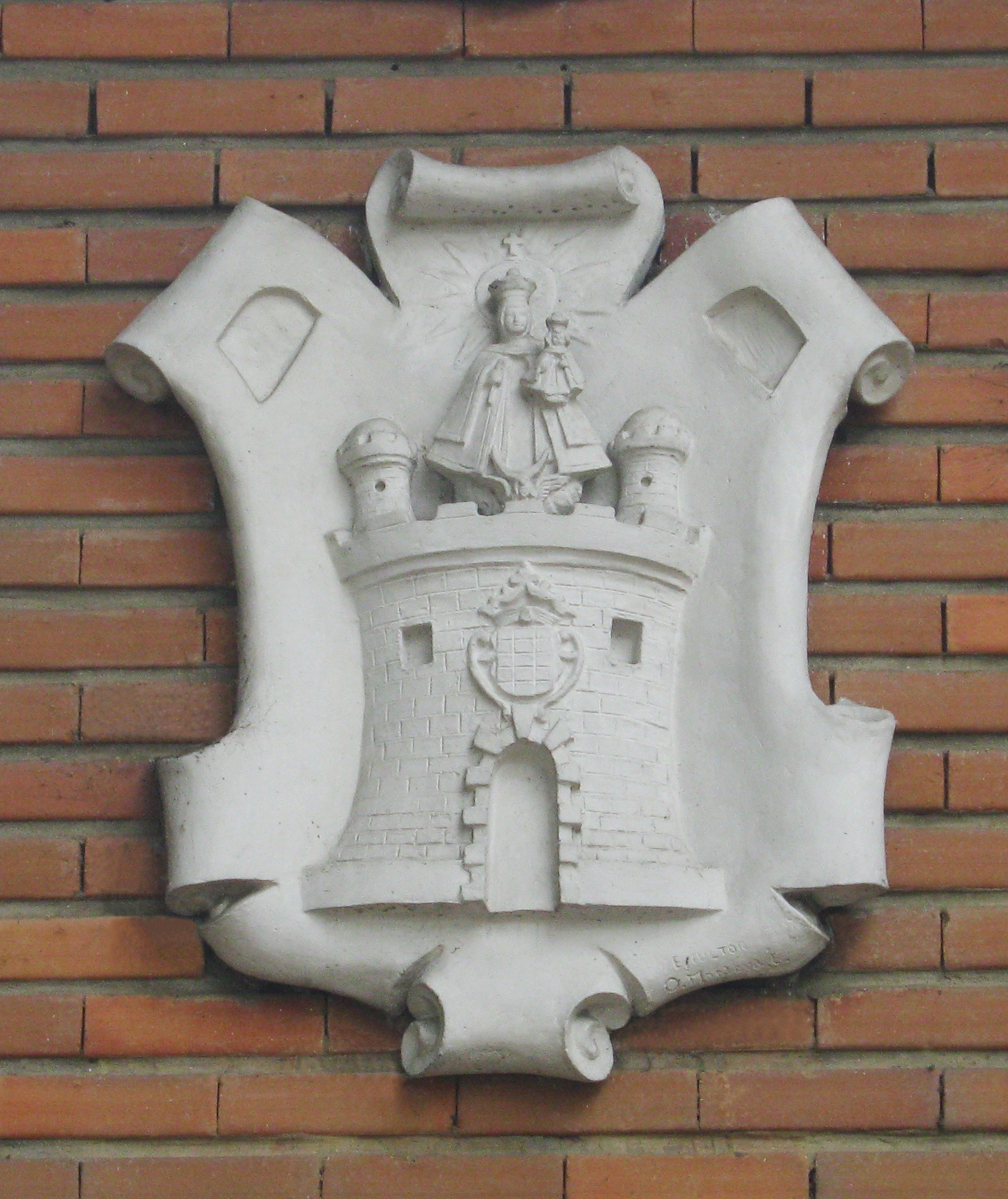
Escudo de Medellín, obra del escultor Octavio Montoya, ubicado en el Jardín Botánico de Medellín.

Además, si la Villa de Medellín ya tenía las armas de su homónima extremeña, no tiene sentido que el rey concediera el mismo escudo que ya había sido dado, a no ser que lo que se buscara era dar un nuevo y definitivo blasón. Esto tendría más sentido, pues así se lograba que el nuevo escudo fuera un símbolo exclusivo de la villa, cumpliendo así con las Leyes de Armas en el sentido de que no puede haber un escudo idéntico a otro, ya que el objeto de estos emblemas es la individualidad para los linajes, ciudades, estados, instituciones, etc.
Aunque es posible que este error se deba al desconocimiento o poca información que el Rey de Armas del monarca Carlos II, tenía sobre el escudo de la villa española, igualmente se pudo haber generado por una mala comunicación con el Consejo de Indias.
En otro pasaje se comete una confusión advocativa al atribuir dos representaciones religiosas incompatibles, el pasaje se refiere en los siguientes términos:

…en medio de ellos puesta una imagen de Nuestra Señora sobre una nube, con su hijo en los brazos con la advocación de la Anunciación...

Este es un error tanto del texto como del dibujo del escudo que vino integrado en la real cédula, pues la Virgen de la Anunciación representa el anuncio del nacimiento de Jesús y no tiene porqué figurar el Niño en brazos; además, en el dibujo del escudo se colocó la Virgen de la Purificación, que también es conocida como la Virgen de la Candelaria, patrona de la ciudad, y que representa la Presentación de Jesús en el Templo y la Purificación de la Santísima Virgen, a los 40 días después del nacimiento de Cristo, la Luz del mundo, que viene a iluminar a todos como la vela o las candelas, de donde se deriva el nombre de "Candelaria". Parece pues, que los Reyes de Armas, hubieran querido más bien colocar la virgen de la Purificación, ya que en la documentación enviada por el cabildo de la villa hacía mención a esta advocación en particular.
Otra explicación que se debe tener en cuenta para los errores se puede encontrar en el contexto de los medios de comunicación de la época, pues los escritos oficiales eran transcritos varias veces por diferentes escribanos, mientras el documento con la rúbrica y sello original del rey se quedaba en España, y en realidad lo que se enviaba a las Indias era una copia del original, derivando tal vez este proceso en la generación de los errores.

## Diseño
| |                                                                                                |
| Diagrama de la construcción del escudo francés moderno con una proporción de 8 de alto por 7 de ancho. | Diagrama de la construcción del escudo español con una proporción de 6 de alto por 5 de ancho. |

Los emblemas heráldicos pueden entenderse como la reproducción de signos gráficos contenidos dentro de un contorno, generalmente en forma de escudo y cuya descripción es conocida como blasón, esencia misma del propio emblema, junto con los diversos elementos exteriores a ese contorno en caso de que los tenga. En lo referente al escudo de Medellín, su diseño corresponde con el blasón (y con el modelo) indicado en la real cédula del 31 de marzo de 1678, el cual ha mantenido su composición casi inalterada durante más de 300 años, sin más variaciones que las estéticas.
En cambio, la forma del escudo tiene sus variaciones; por ejemplo, las entidades municipales normalmente representan el escudo con el contorno que corresponde al llamado estilo francés moderno, un contorno cuadrilongo cuyas esquinas inferiores se redondean con un cuarto de círculo (una media parte), y en el centro de la parte inferior está equipada con una punta formada por la unión de dos cuartos de círculos de la misma proporción. Probablemente lo prefieren por su forma rectangular, pues facilita el dibujo, ya que el modelo de la real cédula está contenido en un rectángulo. Además, este contorno viene siendo utilizado desde hace tiempo, pues así lo testifica una serie de escudos de la ciudad que se encuentran en Basílica de la Candelaria, antigua catedral, y sede de la parroquia más antigua de Medellín.
Aunque sus proporciones no están legalmente establecidas, el escudo usado por la municipalidad tiene unas medidas algo exageradas, pues es más largo de lo normal, lo usual es una proporción de 8 partes de alto por 7 de ancho, sin embargo, según algunos autores también se permite una proporción de 9 de alto por 7 de ancho, la cual es la usada en la heráldica italiana, siendo estas las máximas medidas usadas en el estilo francés moderno y, en este caso, sería lo recomendable para el escudo de la ciudad.
Otro contorno posible y el segundo más usado, es el que corresponde con el estilo heráldico español tradicional, un contorno cuadrilongo con su base redondeada, con una proporción de 6 de alto por 5 de ancho, el cual es el preferido en las publicaciones de los historiadores para representar el escudo de la ciudad, probablemente por considerarse el más habitual entre los blasones hispanos. Otra forma usada en las publicaciones, pero en menor medida, es el llamado estilo inglés, contorno similar al francés moderno al que se añaden dos proyecciones triangulares pequeñas en los extremos de la parte superior.
| Versiones heráldicas                                                              | Versiones heráldicas                                                      | Versiones de las entidades municipales                             | Versiones de las entidades municipales        | Versiones de las entidades municipales       |
| --------------------------------------------------------------------------------- | ------------------------------------------------------------------------- | ------------------------------------------------------------------ | --------------------------------------------- | -------------------------------------------- |
|                                                                                   |                                                                           |                                                                    |                                               |                                              |
| Versión con la forma que corresponde al estilo francés moderno, proporción 9 x 7. | Versión con la forma que corresponde al estilo español, proporción 6 x 5. | Versión utilizada por la Alcaldía en los años 80 y parte de los 90 | Versión actualmente utilizada por la Alcaldía | Versión actualmente utilizada por el Concejo |

### Blasón
El blasón es la descripción de un escudo de armas. A lo largo de la historia el escudo de Medellín ha sido descrito de diferentes formas:

Descripción de la Real Cédula

Un escudo campo azul y en él un torreón muy grueso, redondo, todo alrededor almenado y sobre él un escudo de armas que tiene quince encajes, siete azules y ocho de oro, y sobre su coronel que le toca y en el homenaje de la torre a cada uno de los lados un torreoncillo, así mismo almenados y en medio de ellos puesta una imagen de Nuestra Señora sobre una nube, con su hijo en los brazos con la advocación de la Anunciación en la forma que se sigue

La real cédula -escrita en un castellano del siglo XVII- da una descripción básica del blasón, la cual es complementada con el dibujo que vino integrado en dicho documento, y como ya se mencionó define las formas y trae otros elementos que no son mencionados en el texto, pero aun así algunos aspectos quedaron sin definir.

Descripción del Decreto No. 151 del 20 de febrero de 2002

... el escudo de la ciudad esta en un fondo azul, tiene una torre de base ancha y redonda, y un rededor adornado que termina en siete almenas. Sobre la puerta y en medio de dos ventanitas se encuentra un escudo de armas, que tiene 15 casillas o escaques, siete azules y ocho de oro, y remata en una corona heráldica. Y en la parte superior de la torre, a cada uno de los lados un torreoncillo adornado y en medio de ellos sobre una nube, una imagen de Nuestra Señora de la Candelaria con su Niño en brazos.

El Decreto n.º 151 del 20 de febrero de 2002, el cual define la nueva estructura administrativa del municipio y se dictan otras disposiciones, como la que se refiere a las armas de la ciudad (exactamente en el Capítulo IV - Del régimen del Municipio. Artículo 12 - Escudo De Medellín) solo se limita a esa descripción y no indica ni regula el uso del emblema.

Descripción de la página web de la Alcaldía de Medellín

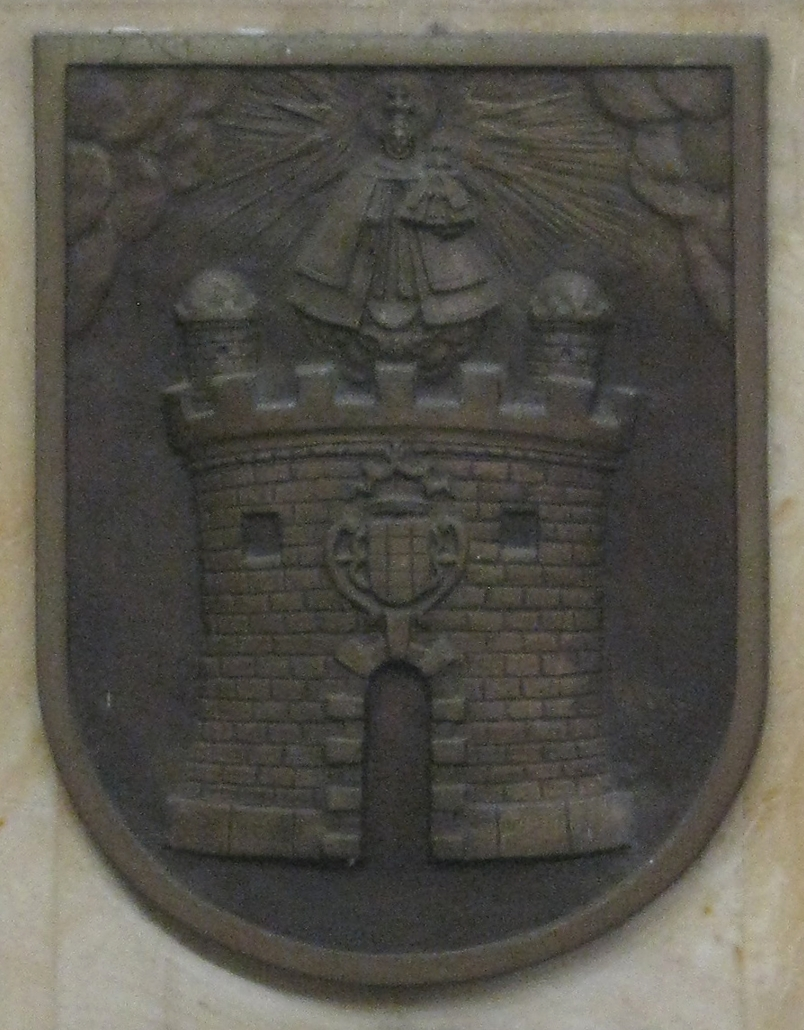
Escudo de Medellín esculpido en metal, ubicado en la tumba de Juan del Corral en la Catedral de Rionegro.

En un campo azul se representa un torreón de oro y sobre la puerta un escudo de 7 armas con 15 casillas, 7 azules y 8 de oro. En la parte superior 2 torreones y en medio de ellos la imagen de Nuestra Señora de la Candelaria, Patrona de la ciudad.

La vaga descripción de la alcaldía, de la cual se basa la mayoría de las descripciones en la web, así como varios folletos y guías turísticas, contiene un error, pues dice "...sobre la puerta un escudo de 7 armas...", lo cual es falso, en realidad no es un escudo de armas compuestas, es un simple jaquelado (ajedrezado) de 15 piezas, 7 azules y 8 de oro. Además, cambiaron las palabras torreoncillos que son diminutivos de torre, por torreones que es aumentativo de torre.

Descripción de José Antonio Benítez

Un Castillo en Campo de Cielo, con dos torreones, encima de la Puerta un Corazón con Carteles Amarillos y Azules. En medio de las dos Torres, sobre el Castillo, esta retratada Nuestra Señora de la Candelaria con su precioso Niño en los Brazos, y una Antorcha en la Mano.

José Antonio Benítez fue el escribano oficial de Antioquia desde finales del siglo XVIII hasta mediados del XIX, y su descripción (en la cual se basan algunas descripciones), es la más errada de todas, prácticamente describe un nuevo escudo, pues cambia el torreón por un castillo y el escudo jaquelado (ajedrezado) de 15 piezas, 7 azules y 8 de oro, por un corazón con carteles amarillos y azules. 
Aunque es entendible que al torreón lo haya percibido como un castillo, pues dicha edificación en la heráldica se representa como una pared (cuya forma puede variar), con sus almenas, una puerta y dos ventanas; sobre dicha pared se encuentran tres torres, la del medio de mayor altura, todas almenadas y cada una con su ventana. Si bien el torreón concuerda en casi todo para ser un castillo, solo le faltaría la torre del medio, pero en su lugar se encuentra la imagen de la Virgen. 
Estas descripciones tienen dos características en común: ninguna indica la forma del escudo, lo que ha dado pie a que el contorno del emblema tenga sus variaciones entre varios estilos, y ninguna está verdaderamente estructurada en el lenguaje heráldico. Al analizar tanto el texto, como el dibujo de la real cédula, o sea, el documento original de otorgamiento, se obtiene una descripción que, aunque no es oficial, está creada usando la terminología precisa de la heráldica.

Descripción en lenguaje heráldico

En campo de azur, un torreón redondo de oro, mazonado y aclarado de sable, cargado de un escudete jaquelado de 15 piezas, 7 azules y 8 de oro (armas de la casa de Portocarrero), timbrado de corona antigua de oro, y superada, entre sus dos torrecillas, de la imagen de Nuestra Señora de Candelaria portando al Niño, en su brazo siniestro, y una candela en su mano diestra, rayonante y acostada de nubes nacientes de cada cantón.

### Torreón de "oro"
No obstante, es de resaltar que el torreón originalmente no es de “oro”, pues ni la real cédula, ni el decreto n.º 151 del 20 de febrero de 2002, que son los documentos legales y válidos, indican su color. Este cambio de facto no está claro cuándo se generó, pero ya algunos libros publicados a comienzos del siglo XX contienen, por algún motivo desconocido, la palabra "oro" en la transcripción que hacen de la real cédula que concede las armas, quedando de la siguiente manera: "…un torreón de oro muy grueso…". La obra llamada “Libro de actas del M. Y. Cavdo. y Rexmto. de la Villa de Medellín” publicado en 1932, que recoge las transcripciones de los documentos del Cabildo de la Villa de Medellín entre 1675 y 1813, también por algún motivo desconocido, en la transcripción de la real cédula tiene agregado la palabra “oro”. Esta obra fue parte fundamental en la investigación que realizó Hernán Escobar Escobar sobre el blasón de Medellín, pues, como él mismo indica en su estudio, le sirvió para verificar y tomar las transcripciones de los documentos que tienen relación con el escudo, entre ellos la transcripción de la real cédula que concede las armas. Escobar, al ser la única persona que hasta el momento ha realizado un estudio sobre el emblema, es la principal fuente de consulta en la mayoría de las publicaciones que tocan el tema del blasón de la ciudad, que, por consiguiente, reproducen el error generado en el Libro de actas del Cabildo.

## Difusión de las armas de Medellín
Además del municipio, las armas de Medellín están presentes en los símbolos de otras instituciones que por su estrecho vínculo con la ciudad las han adoptado, ya sea en forma completa o parcial. Igualmente, por su carácter representativo, el escudo también figura en la condecoración más importante de la ciudad y, a su vez, ha figurado en diferentes elementos conmemorativos de las fechas más importantes de Medellín.

### Arquidiócesis de Medellín

Escudo de la Arquidiócesis de Medellín

La Arquidiócesis de Medellín es una de las entidades que emplea las armas de la ciudad. Desde sus inicios no contaba con un escudo oficial pese a su antigüedad, por tal motivo el arzobispo Tulio Botero Salazar, después de tomar posesión de la sede arzobispal en 1958, y al ver este problema, resolvió que para identificar a dicha arquidiócesis en sus documentos oficiales se utilizara el mismo escudo que por 300 años ha identificado a la ciudad, y, mediante decreto del 30 de junio de ese mismo año, adoptó el escudo de Medellín como emblema oficial, añadiéndole como timbre la cruz arzobispal y en la parte inferior la divisa del nombre de la arquidiócesis.
El decreto se refiere en los siguientes términos:

Nos Tulio Botero Salazar
Por Gracia de Dios y Voluntad de la Sede Apostólica
Arzobispo de Medellín

Considerando:
A) que conviene tener Escudo Oficial de la Arquidiócesis;
8) que existe el históricos Escudo de la Ciudad de Medellín.
Decretamos:
    Articulo 1o. Adóptase como ESCUDO OFICIAL de la Arquidiócesis de Medellín, el de la Ciudad, esto es: «campo azul y en él un torreón de oro y grueso, redondo, todo alrededor almenado y sobre él un escudo de armas que tiene quince escaques, siete azules y ocho de oro, y sobre su coronel que le toca y en el homenaje de la torre a cada uno de los lados un torreoncillo, así mismo almenados y en medio de ellos puesta una imagen de Nuestra Señora sobre una nube, con su hijo en los brazos con la advocación de la Anunciación» (Cédula real de 31 de marzo de 1678).
    Artículo 2o. Introdúcese la variante de la doble cruz arzobispal, colocadas en la parte superior del escudo.

Comuníquese y cúmplase. Dado en Medellín a 30 de junio de 1958

Tulio Botero Salazar
Arzobispo de Medellín

Mons. Octavio Betancur Arango
Auxiliar

Es de resaltar que, fuera de las diferencias estilísticas, el escudo de la Arquidiócesis no cumple con dos características del blasón de la ciudad. El escudo jaquelado (ajedrezado) de 15 piezas, 7 azules y 8 de oro, fue cambiado por un corazón ajedrezado y la Virgen, en vez de posar sobre una nube, lo hace directamente sobre el torreón. Además, cada uno de los torreoncillos remata en cúpula, detalle que las armas de la ciudad no tienen.

### Entidades educativas con las armas de Medellín

Escudo de la Universidad de Medellín

Otra entidad que usa las armas de la ciudad, es la Universidad de Medellín, cuyo escudo fue diseñado por Francisco López de Mesa, miembro del grupo de fundadores. El escudo del emblema es de contorno apuntado, cuartelado, y en su primer cuartel se localizan las armas de la Villa de la Candelaria de Medellín, que representan el vínculo que tiene la universidad con la ciudad, de la cual toma su nombre.
Además, otras instituciones educativas también usan total o parcialmente las armas de la ciudad entre sus emblemas, como el "Colegio Mayor de Antioquia", 
 y el "Centro Formativo de Antioquia" -CEFA- que solo cuentan con el torreón, y la "Institución Educativa Alcaldía de Medellín" cuenta tanto con el torreón como con la figura hagiográfica de la Virgen con el Niño. Estas tres últimas instituciones educativas son de la municipalidad.

### Sello del Estado Libre de Antioquia
Otro emblema que contó con las armas de Medellín, al menos parcialmente, fue el Sello del Estado Libre de Antioquia, que solo utilizó el torreón. Dicho sello surgió en medio de los acontecimientos de la Independencia de Colombia, cuando la entonces Provincia de Antioquia declaró su independencia de la Corona española el 29 de julio de 1811 con el nombre de Estado Libre e Independiente. En reconocimiento de ello, el presidente de Antioquia, José María Montoya Duque, aprobó por decreto especial el Gran Sello de Antioquia el 2 de septiembre de 1811 para su uso como el sello y como insignia del Estado, así como su uso en los uniformes de sus representantes y los de la Corte Real de Hacienda.

Sello del Estado Libre de Antioquia en 1811.

Dicho sello consistía en un doble óvalo, el más interior de ellos dividido en cinco cuarteles rodeados por la inscripción Fe Publica Del Estado Lybre E Yndependyente De Antioquia, envueltos a su vez por una rama de palma y de una rama de olivo. De los cuatro primeros cuarteles, el primero mostraba un árbol con un cuervo, el segundo una torre, el tercero un león y el cuarto mostraba dos manos y brazos enlazados. Dichos cuarteles representaban los escudos de armas de las ciudades de Santa Fe de Antioquia, Medellín, Rionegro y Marinilla, respectivamente, mientras el último cuartel contenía seis ramas recogidas con una cinta que tenía la inscripción R.Z.C.B.Y.C., iniciales de las villas de Remedios, Zaragoza, Cáceres, San Bartolomé, Yolombó y Cancán (hoy Amalfi), en su orden.
El documento que aprueba dicho sello se refiere en los siguientes términos:

En la ciudad de Antioquia, capital de la Provincia, a dos de septiembre de mil ochocientos once congregado en su Palacio el Poder Supremo Legislativo, y propuesto por materia de sus deliberaciones el sello que deba usar el Estado, las insignias y los uniformes de los individuos de la Representación Nacional, y del Tribunal de Real Hacienda, se acordó lo siguiente:

Que se rompa inmediatamente el sello del Estado en forma ovalada, dividido en cinco cuarteles y con una inscripción en la circunferencia que diga: FE PVBLICA DEL ESTADO LYBRE E YNDEPENDYENTE DE ANTYOQUYA, la cual irá orlada por un lado con una palma, y por el otro con un olivo. El principal de los cinco cuarteles lo ocupará un cuervo posado sobre un árbol frondoso; el segundo, una torre; el tercero, un león; el cuarto, dos manos y brazos entrelazados, y el quinto seis ramas de palma recogidas con una cinta. Y en la extremidad las seis iniciales R.Z.C.B.Y.C.B cuyas armas son alusivas a los cuatro ilustres Ayuntamientos; y las del último cuartel, a los seis lugares no sujetos a departamento capitular.

Lucio de Villa, Juan Elías López, Manuel Antonio Martínez, Juan Nicolás de Hoyos, José Antonio Gómez, Silvestre Vélez, secretario.

Más tarde y con el paso del tiempo el Estado Libre de Antioquia fue adoptando otros emblemas, quedando en desuso el Gran Sello de Antioquia.

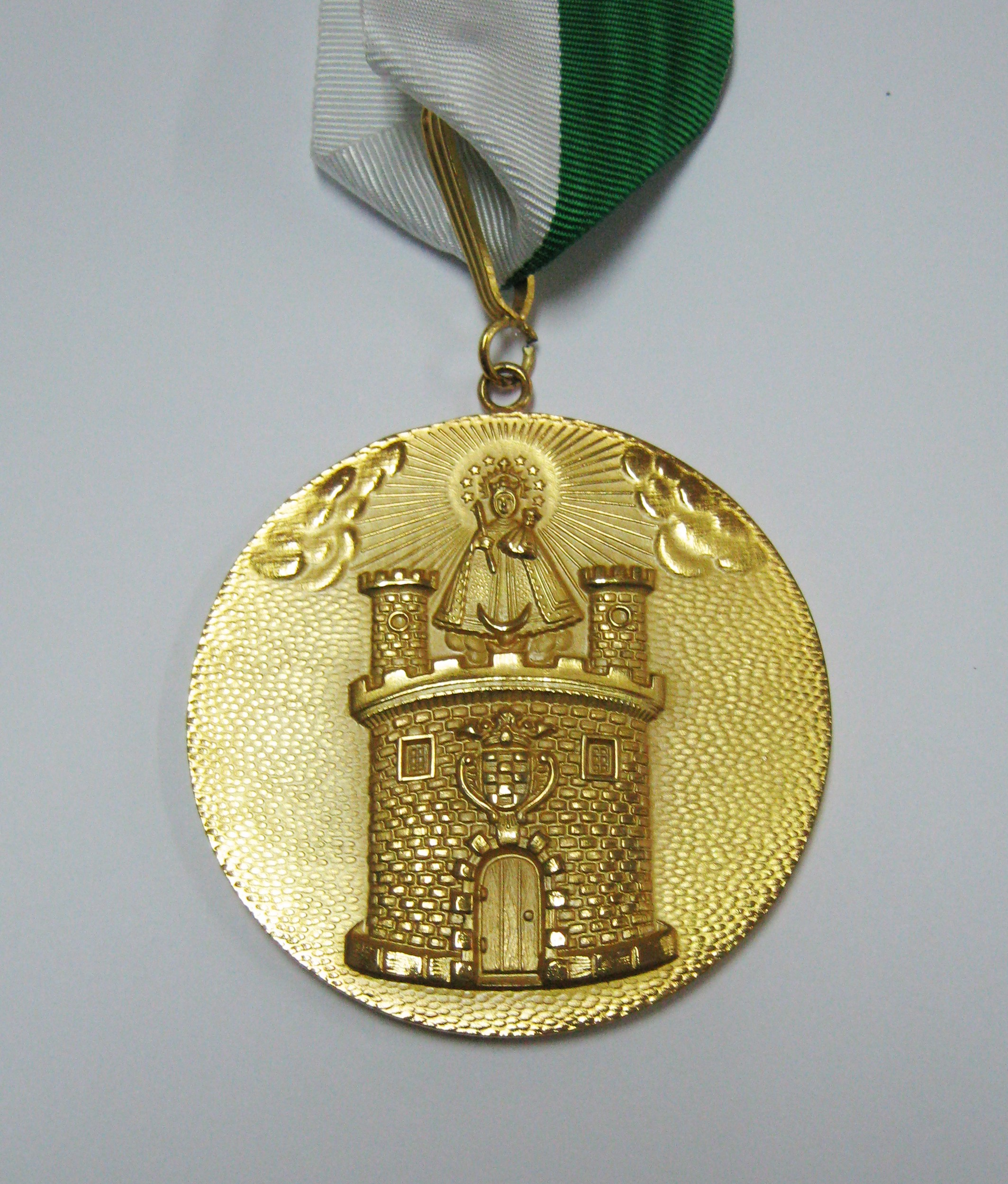
"Medalla Alcaldía de Medellín", cuenta con las armas de la ciudad.

### Medalla Alcaldía de Medellín
La Medalla Alcaldía de Medellín es la máxima distinción de la administración municipal,y fue establecida mediante Decreto 845 del 10 de agosto de 1992, siendo Alcalde Luis Alfredo Ramos Botero. Esta condecoración está conformada por un disco metálico, en cuyo anverso se encuentra la reproducción en relieve de las armas de la ciudad y, en el reverso, la leyenda "Medalla Alcaldía de Medellín". Además, la medalla está sujeta a una cinta con los colores de la bandera municipal, que le permite ser colgada al cuello para ostentarla. Igualmente, viene acompañada de escudo de solapa y escudo militar de solapa, ambas con igual diseño al de la medalla principal.
La condecoración viene solamente en categoría oro, y es conferida mediante “decreto de honores” a los individuos o instituciones como muestra de reconocimiento y gratitud por alcanzar en forma sobresaliente logros en alguno de los campos tales como el social, cultural, económico, ecológico, educativo, deportivo, recreativo y asistencial en la ciudad y el país. Además, es potestad única del Alcalde de Medellín decidir su otorgamiento y es el único que puede entregarla, sin posibilidad de delegación.

### Estampilla con las armas de Medellín
En 1975, como parte de las celebraciones de los 300 años de la fundación "jurídica" de Medellín, se emitió una estampilla que tiene como figura central la reproducción de las armas de Medellín y el contorno usado en esta ocasión es el que corresponde al estilo español. La estampilla hace parte de la Serie Heráldica programada por el Gobierno Nacional de Colombia como una forma de vincularse a las fechas conmemorativas de la fundación de las ciudades del país; en este caso, como un reconocimiento a los habitantes y a la ciudad de Medellín.
La estampilla salió a circulación el 4 de noviembre del mismo año, tiene como formato 30 x 40 mm y un valor facial de 1 peso solo para correo nacional. Se emitieron 1.500.000 unidades; el pliego especial consta de 50 estampillas y, además, se emitieron 5.000 sobres de primer día. Alrededor del blasón, en la parte inferior se encuentra la leyenda “1675-MEDELLIN-1975” y en la parte superior se localiza la palabra “COLOMBIA” y justo debajo de ésta el valor en número "$ 1ºº".

### Monedas conmemorativas con las armas de Medellín

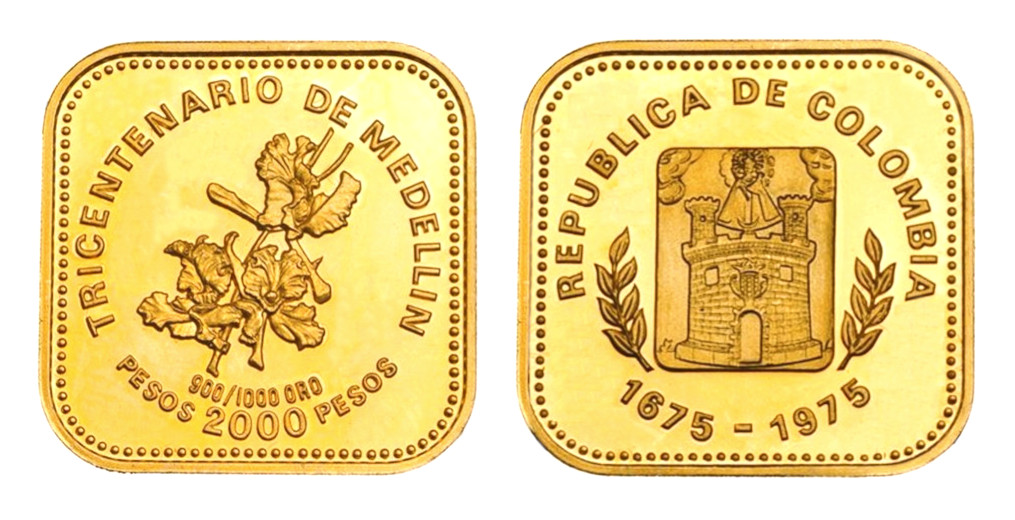
Moneda conmemorativa de oro con el escudo de Medellín, valor nominsl de 2.000 pesos.

También como parte de las celebraciones del tricentenario de la ciudad, en 1975, se acuñaron dos monedas conmemorativas de oro, en las cuales quedaron plasmadas las armas de la ciudad. El escudo utilizado en dichas monedas está posiblemente basado en el dibujo que vino integrado en la real cédula, pues el torreón se halla ligeramente desplazado hacia la siniestra del rectángulo, al igual que el modelo del documento.
Ambas monedas son de igual diseño, solo varía el tamaño y valor nominal, están hechas en oro ley 0,900, son de forma cuadrada, cuentan con los valores de 1.000 y 2.000 pesos colombianos. La moneda del primer valor tiene una dimensión de 17,5 x 17,5 mm y pesa 4,25 gramos, y la segunda tiene 21 x 21 mm y un peso de 8,5 gramos. En el anverso se encuentra como figura central el “Escudo de Medellín” flanqueado por ramos de olivos; alrededor del blasón, en la parte superior se encuentra la leyenda “REPÚBLICA DE COLOMBIA” y en la parte inferior los años “1675 – 1975”. En el reverso, la figura central es un ramo de orquídeas, a su alrededor se encuentra en la parte superior la leyenda “TRICENTENARIO DE MEDELLÍN” y en la parte inferior se halla el valor en letras y números, y “900/1000 ORO” indicando la pureza del metal. En total se acuñaron 8.000 piezas, de las cuales la mitad fueron de 1.000 pesos y el resto de 2.000 pesos. Además, son las dos únicas monedas colombianas de forma cuadrada.
Estas monedas conmemorativas, que si bien son declaradas de curso legal, y por ende, con poder liberatorio, nunca entraron en circulación, pues solo fueron creadas para colección. Además, su valor nominal es muy inferior a su valor de adquisición, que correspondió al costo del oro empleado en su fabricación, de acuerdo al costo del mercado, incrementado en una prima de alrededor del 20%.